# Andrej Plenković
Andrej Plenković (født 8. april 1970 i Zagreb) er en kroatisk politiker, der siden 19. oktober 2016 er landets premierminister, valgt for det borgerlige parti Den kroatiske demokratiske union (HDZ).
Plenković er uddannet i jura fra Universitetet i Zagreb i 1993 og har arbejdet i den kroatiske centraladministration og for Kroatiens diplomatiske mission til EU. Fra 2005 til 2010 var han viceambassadør på Kroatiens ambassade i Frankrig, men forlod jobbet for at blive minister for europæisk integration. Ved parlamentsvalget i Kroatien i 2011 blev han indvalgt. Fra 2013 til 2016 var han desuden medlem af Europa-Parlamentet.
Han blev partiformand for Den kroatiske demokratiske union i 2016 efter Tomislav Karamarko havde trukket sig. Plenković stod for en moderat og pro-EU linje og førte hans parti til sejr ved parlamentsvalget i 2016, hvor det fik flertallet i det kroatiske parlament. 10. oktober 2016 udpegede præsident Kolinda Grabar-Kitarović ham til at danne regering. Efter valget i 2020 kunne Plenković atter danne regering, og er således en af blot to kroatiske premierministre (den anden er Ivo Sanader), der har siddet mere end en valgperiode og er desuden en af blot tre (de andre Ivoa Sanader og Ivica Račan), der har stået i spidsen for mere end en regering. 4. maj 2022 blev Plenković den længst siddende premierminister siden landets uafhængighed i 1991.